# Fresnoy-au-Val
Fresnoy-au-Val là một xã ở tỉnh Somme, vùng Hauts-de-France, Pháp.

## Địa lý
Thị trấn này tọa lạc 16 dặm Anh về phía tây nam của Amiens trên đường D51.

## Dân số
| 1962                                                         | 1968 | 1975 | 1982 | 1990 | 1999 |
| ------------------------------------------------------------ | ---- | ---- | ---- | ---- | ---- |
| 211                                                          | 216  | 197  | 181  | 218  | 225  |
| Số liệu điều tra dân số từ năm 1962, dân số không tính trùng |      |      |      |      |      |